# Stubbendorf
Stubbendorf es un municipio situado en el distrito de Rostock, en el estado federado de Mecklemburgo-Pomerania Occidental (Alemania), a una altitud de 30 metros. Su población a finales de 2016 era de 150 habs. y su densidad poblacional, 15 hab/km².